# Anton Bodem
Anton Bodem SDB (* 7. August 1925 in Asch (Aš), Tschechoslowakei; † 19. Oktober 2007 in Penzberg) war katholischer Theologe und Salesianer Don Boscos.

## Leben
Anton Bodem erlernte zunächst den Beruf des Kaufmanns. Nach der Vertreibung aus der Tschechoslowakei trat er im September 1948 der Ordensgemeinschaft der Salesianer Don Boscos in Ensdorf bei. 1952 legte er erste Profess ab und studierte Theologie an der Ordenshochschule der Salesianer Don Boscos in Benediktbeuern. Am 29. Juni 1961 empfing er die Priesterweihe. Nach weiteren Studienaufenthalten an der Julius-Maximilians-Universität Würzburg und der Johannes Gutenberg-Universität Mainz wurde er 1969 mit einer Arbeit über Thomas Cajetan zum Dr. theol. promoviert. Ab 1970 lehrte er Dogmatik an der Ordenshochschule der Salesianer Don Boscos; 1981 wurde er mit der staatlichen Hochschulanerkennung Professor. 1998 wurde er emeritiert.
Die Hauptlehr- und Forschungsgebiete von Bodem waren neben der Dogmatik das Neue Testament. Er veröffentlichte zahlreiche dogmatische Aufsätze.

## Werke
- Anton Bodem: Das Wesen der Kirche nach Kardinal Cajetan, Mainz, 1971
- Wilhelm Albrecht, Anton Bodem, Horacio E. Lona: Die Osterbotschaft in der Theologie und im Religionsunterricht, Auer Donauwörth 1981, ISBN 3-403-01270-0
- Anton Bodem, Alois Kothgasser (Hrsg.): Theologie und Leben, Festgabe für Georg Söll zum 70. Geburtstag, LAS Rom 1983, ISBN 88-213-0075-7
- Anton Bodem: Hierarchie der Wahrheiten, Don-Bosco-Verlag 1991, ISBN 3-7698-0689-1
- Anton Bodem, Alois Kothgasser, Georg Söll: Die Mutter Christi : Beiträge zur Marienlehre, Don-Bosco-Verlag 1993, ISBN 3-7698-0761-8

| Personendaten    | Personendaten               |
| ---------------- | --------------------------- |
| NAME             | Bodem, Anton                |
| ALTERNATIVNAMEN  | Bodem, Anton SDB            |
| KURZBESCHREIBUNG | deutscher Ordensgeistlicher |
| GEBURTSDATUM     | 7. August 1925              |
| GEBURTSORT       | Asch (Aš), Tschechoslowakei |
| STERBEDATUM      | 19. Oktober 2007            |
| STERBEORT        | Penzberg                    |